# Моніто (округ, Міссурі)
Шаблон:StateAbbr_ 38°38′ пн. ш. 92°35′ зх. д. / 38.63° пн. ш. 92.58° зх. д.
Округ  Моніто (англ. Moniteau County) — округ (графство) у штаті Міссурі, США. Ідентифікатор округу 29135.

## Історія
Округ утворений 1845 року.

## Демографія
За даними перепису 
2000 року 
загальне населення округу становило 14827 осіб, зокрема міського населення було 7221, а сільського — 7606.
Серед мешканців округу чоловіків було 7877, а жінок — 6950. В окрузі було 5259 домогосподарств, 3731 родин, які мешкали в 5742 будинках.
Середній розмір родини становив 3,07.
Віковий розподіл населення поданий у таблиці:
| Стать    | До 15 років | 15-21 | 22-29 | 30-39 | 40-49 | 50-65 | 65-85 | Понад 85 |
| -------- | ----------- | ----- | ----- | ----- | ----- | ----- | ----- | -------- |
| Чоловіки | 1606        | 755   | 917   | 1433  | 1272  | 1089  | 724   | 81       |
| Жінки    | 1545        | 638   | 628   | 935   | 972   | 975   | 1025  | 232      |

## Суміжні округи
- Бун — північний схід
- Коул — південний схід
- Міллер — південь
- Морган — південний захід
- Купер — північний захід

## Виноски
1. ↑  U.S. Decennial Census. United States Census Bureau. Архів оригіналу за 19 липня 2018. Процитовано 16 листопада 2014.
2. ↑  Historical Census Browser. University of Virginia Library. Архів оригіналу за 11 серпня 2012. Процитовано 16 листопада 2014.
3. ↑  Population of Counties by Decennial Census: 1900 to 1990. United States Census Bureau. Архів оригіналу за 3 грудня 2014. Процитовано 16 листопада 2014.
4. ↑  Census 2000 PHC-T-4. Ranking Tables for Counties: 1990 and 2000 (PDF). United States Census Bureau. Архів оригіналу (PDF) за 18 грудня 2014. Процитовано 16 листопада 2014.
5. ↑  State & County QuickFacts. United States Census Bureau. Архів оригіналу за 7 червня 2011. Процитовано 10 вересня 2013.(англ.) Наведено за англійською вікіпедією.
6. ↑  American FactFinder. Бюро перепису населення США. Архів оригіналу за 26 лютого 2012. Процитовано 31 січня 2008.

| США | Це незавершена стаття з географії США. Ви можете допомогти проєкту, виправивши або дописавши її. |